# Speranța Crăciunului
Speranța Crăciunului (titlu original: The Christmas Hope) este un film de Crăciun americano-canadian de televiziune din 2009 regizat de Norma Bailey. Rolurile principale au fost interpretate de actorii Madeleine Stowe și James Remar. A avut premiera la 13 decembrie 2009 în rețeaua TV Lifetime. Este a treia parte a unei trilogii, fiind precedat de The Christmas Shoes (Cadoul de Crăciun, 2002) și de The Christmas Blessing (Orașul minunilor, 2005).

## Prezentare
Când viețile oamenilor se împletesc în perioada Crăciunului, speranța este singurul dar care-i unește. După ce a suferit o tragedie personală, un asistent social începe să se ocupe de găsirea unor case pentru copiii aflați în dificultate.

## Distribuție
- Madeleine Stowe ca Patricia Addison
- James Remar ca Mark Addison
- Ian Ziering ca Dr. Nathan Andrews
- Tori Barban ca Emily Adams
- Phillip Jarrett ca Roy
- Jayne Eastwood ca Charlotte
- Devon Weigel ca Traci Adams
- Rebecca Gibson ca Megan Andrews (n. Sullivan)
- Daniel Boiteau ca Justin
- Garth Merkeley ca Sean Addison
- Aaron Hughes ca Larry Adams